# VNC

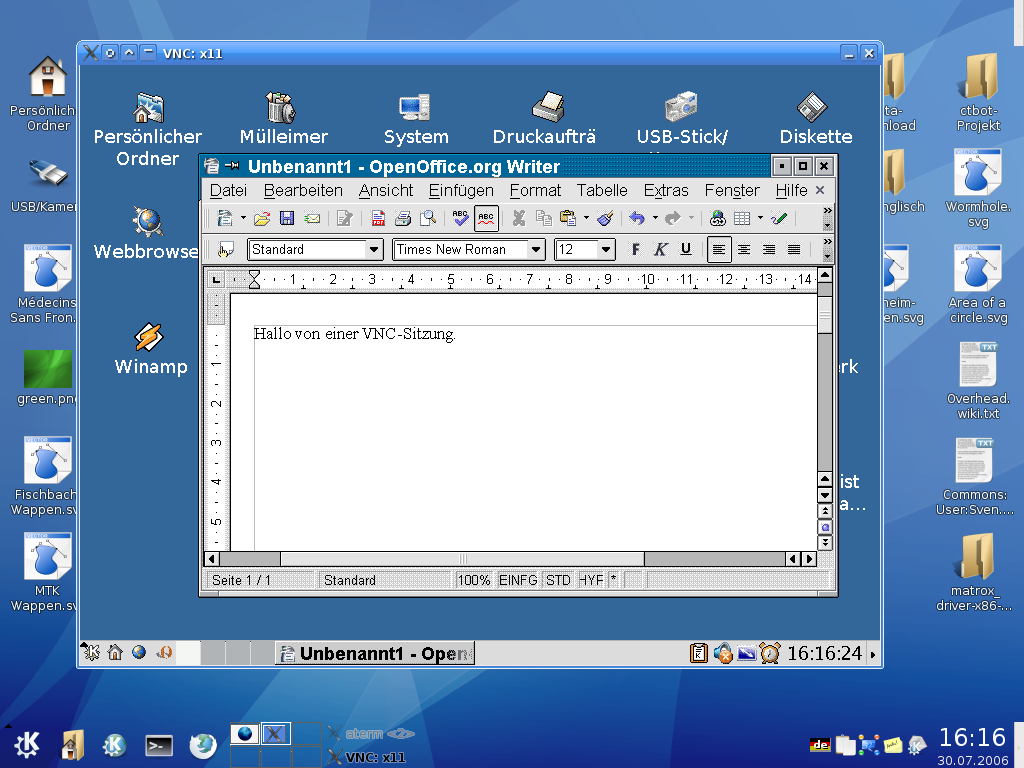
KDE에서의 VNC (3.1 구 버전)

VNC(Virtual Network Computing, 가상 네트워크 컴퓨팅)는 컴퓨터 환경에서 RFB 프로토콜을 이용하여 원격으로 다른 컴퓨터를 제어하는 그래픽 데스크톱 공유 시스템이다. 자판과 마우스 이벤트를 한 컴퓨터에서 다른 컴퓨터로 전송시켜서 네트워크를 거쳐 그래픽 화면을 갱신하는 방식을 제공한다.
VNC와 RFB는 미국과 다른 국가들에서 RealVNC Ltd.의 등록 상표이다.

## 역사
영국 케임브리지의 Olivetti & Oracle Research Lab(ORL)은 올리베티와 오라클이 해당 연구소를 소유했던 당시 VNC를 개발하였다. 1999년, AT&T는 연구소를 인수했다.

## 같이 보기
- 원격 데스크톱 프로토콜
- RealVNC